# Hertford and District Football League
Hertford and District Football League är en engelsk fotbollsliga baserad runt Hertford, grundad 1910. Den har tre divisioner och toppdivisionen Premier Division ligger på nivå 13 i det engelska ligasystemet.
Ligan är en matarliga till Hertfordshire Senior County League.

## Mästare
| Säsong  | Premier Division | Division One         | Division Two        | Division Three       |
| ------- | ---------------- | -------------------- | ------------------- | -------------------- |
| 2005/06 | Bengeo Trinity   | Waltham Abbey        | Ware Lions          | Baldock Cannon       |
| 2006/07 | Harlow Link      | Ware Lions           | Baldock Cannon      | Royston Town 'A'     |
| 2007/08 | Bengeo Trinity   | Baldock Cannon       | County Hall Rangers | Heath Juniors        |
| 2008/09 | Westmill         | Broxbourne Badgers   | Oracle Components   |                      |
| 2009/10 | Bengeo Trinity   | Saracens             | White Lion          | Ware Lions Re-United |
| 2010/11 | Greenbury United | Waltham Abbey FC 'B' | Nazeing             | Mangrove Reserves    |